# Aeroporto Internazionale di San Pedro Sula-Ramón Villeda Morales
L'Aeroporto Internazionale di San Pedro Sula-Ramón Villeda Morales (in spagnolo: Aeropuerto Internacional Ramón Villeda Morales, San Pedro Sula), (IATA: SAP, ICAO: MHLM), è un aeroporto internazionale situato a 11 km dalla città di San Pedro Sula in Honduras; precedentemente conosciuto come Aeroporto La Mesa la struttura è oggi intitolata a Ramón Villeda Morales, Presidente dell'Honduras dal 1957 al 1963.

## Statistiche
Questo grafico non è disponibile a causa di un problema tecnico.
Si prega di non rimuoverlo.
Vedi la query Wikidata di origine.